# Gladki dežniček
Gladki dežniček (znanstveno ime Lepiota oreadiformis) je gliva iz rodu dežničkov (Lepiota).

## Značilnosti
Klobuk ima v premeru od 2 do 6 cm in je sprva polkrogel, nato postane konveksen in se na koncu splošči. Na temenu je rahlo grbast. Je bele barve z rdečkasto rjavo gladko sredino, ki je komaj opazno luskasta. Rob je belkast in rahlo kosmičast.
Lističi so zmerno razmaknjeni in v mladosti sivkasto bele ali sivkasto kremne barve, v zrelosti pa dobijo rahel rožnat odtenek. Niso pritrjeni na bet in prosto visijo.
Bet visok od 3 do 7 cm in širok od 3 do 6 mm. Je kremno bele barve, valjast, včasih se rahlo razširi proti dnu. Nad šibko razvitim zgornjim obročem (ali vsaj obročastim območjem) je vzdolžno vlaknat. Pod obročkom ima redke, nepravilne, volnene, bledo rumenkasto rjave kosmiče.

## Razširjenost in življenjski prostor
Je redka. Raste kot saprofit na travnatih površinah.

## Mikroskopske značilnosti
Trosni prah je bel. Trosi so vretenaste oblike, gladki z debelimi stenami, dekstrinoidni in merijo: 10-16 x 4,5-6,5 µm.

## Podobne vrste
- smrdljivi dežniček (Lepiota cristata) ima na klobuku oranžno rjave luske in ima neprijeten vonj
- rdečedniščni dežniček (Lepiota ignivolvata) ima nizko na betu svetlo oranžen ali rdeče-rjav kolobar

## Strupenost
Neužitna. Tako kot vsi dežnički je sumljiva in je uživanje te gobe nevarno.

## Galerija slik
- gladki dežnički
- trosi